# اچالو (کاناکاپورا)
اچالو (کاناکاپورا) (به انگلیسی: Achalu (Kanakapura)) یک روستا در هند است که در کارناتاکا واقع شده‌است.